# フェリックス・ヴィック・ダジール

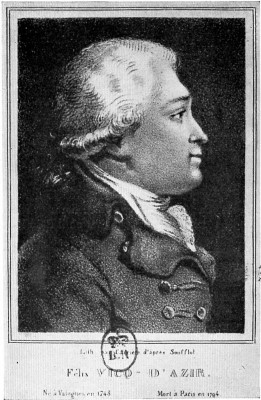
Félix Vicq d’Azyr

フェリックス・ヴィック・ダジール（Félix Vicq d'Azyr 、1746年4月23日 – 1794年6月20日）はフランスの医学者、解剖学者である。比較解剖学の創始者の一人で、異なる生物の間の相同の理論を発見した。

## 生涯
ノルマンディのヴァローニュ（Valognes）に医師の息子として生まれた。パリ大学で医学を学び、動物や人間の解剖学者として有名になった。1773年からパリの王立植物園で解剖学を教えはじめ1774年にフランス科学アカデミーの会員に選ばれた。1788年にはアカデミー・フランセーズの終身会員に選ばれた。ギュイエンヌで伝染病が流行した時には派遣され報告書を書いた。国民の健康に対する国の責任を訴え、時の大臣ジャック・テュルゴーによる王立医学会の設立をもたらし、1775年には終身事務局長になった。ダジールの指導のもとで医学会は疾病などの情報を集めた。アルフォール（Alfort）の医学校で獣医学の教授を務め、伝染病の監督官を務めた。
解剖学の分野では脳の冠状断面を研究し、アルコールを使用する解剖術を開発した。1786年に脳の青斑核や黒質（locus niger）やヴィック・ダジール線条 （ジェンナリ線条ともいう）などの研究を発表した。

## 著書
- Éloges
- Mémoires sur l'Anatomie Humaine et Comparée
- Traité d'Anatomie et de Physiologie
- Système Anatomique des Quadrupèdes

| 前任 ビュフォン伯爵ジョルジュ＝ルイ・ルクレール | アカデミー・フランセーズ 席次1 第8代：1788年 - 1794年 | 後任 フランソワ＝ユルバン・ドメルグ |